# 大红灯笼

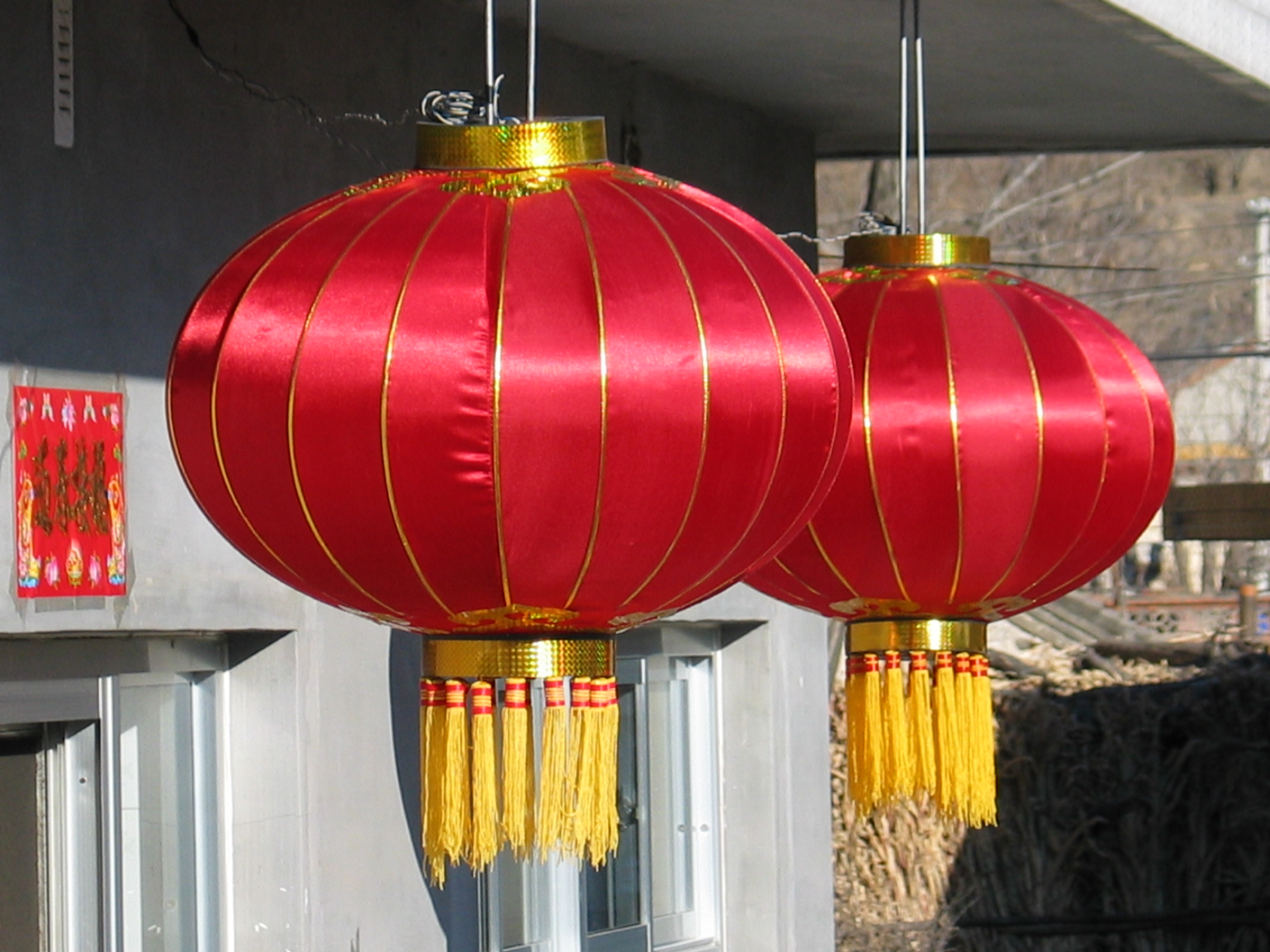
大紅燈籠

大红灯笼或红灯笼，是當代中国及華人在节庆期间装饰的灯籠，亦是中国的象征，在中國大陸甚至带有某种特定的政治含义。其外型為扁圓形，有上下輪，下輪垂穗，但其設計造型并不是中国传统固有的灯饰造型。
在香港、澳門、臺灣等地以及海外華人聚居地，大紅燈籠通常只被視為一般喜慶或襯托中式建築的裝飾，常見於春節。

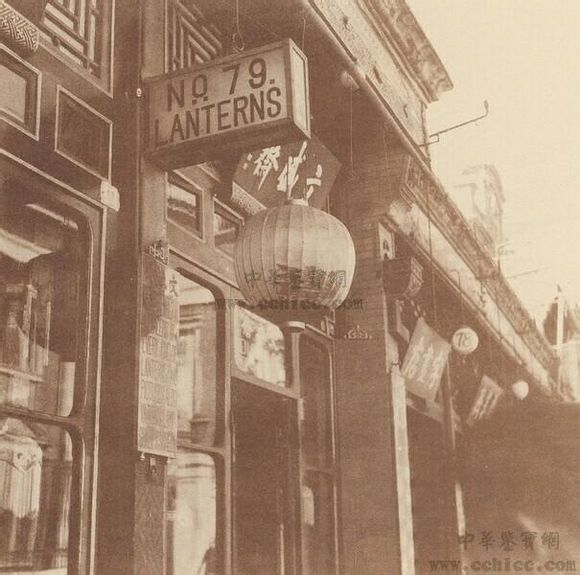
中華民國大陸時期北平（北京）的燈籠

## 起源

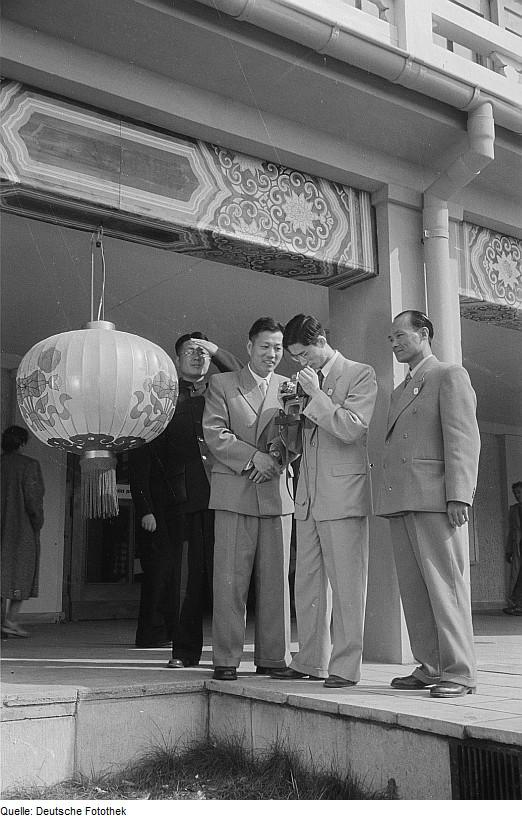
德國的萊比錫在前東德時期的1954年接見到訪的中華人民共和國官員時掛上大紅燈籠

大紅燈籠起源于北京天安门城楼在1949年中華人民共和國开国大典及以后所悬挂的八盏大红灯笼。
天安门上的8个红灯笼一說由日本人小野泽亘（中文名肖野）和森茂设计制作，造型来自于日本的丸提灯。這說法見於人民日報1988年10月23日第8版刊登的《爲天安門城樓設計裝飾》。另有一說由张仃和钟灵二人负责设计。這說法見於《黨史文匯》2006年的一篇文章。實際製作紅燈籠的是「一位繼承北京老傳統的老藝人」，小野和森茂當時是華北軍區文工團舞美隊的成員，是「會場的主要設計者」。张仃是著名画家，负责开国大典的美术设计工作；钟灵是著名美术家，曾参与中国人民政治协商会议会徽和中华人民共和国国徽工作。
因为灯笼之大前所未有，制作难度不可预料，而且用在开国大典这样的盛典上，要求极高，不能出任何失误，工期又短，钟灵等人在偌大的北京城里找人制作，竟没有一个灯笼师傅敢承担这项工作。经过反复寻访，终于在前门外廊房头条的一家“永顺成小器作”，即做红木家具和灯笼的作坊，找到一位领头的工人师傅——尹作滨。
類似結構的燈籠在明代已經出現，而結構及形狀皆類似大紅燈籠的扁圓形燈籠在中華民國大陸時期的北京已經出現，只是下輪密封和沒有垂穗。這種燈籠和日本的丸提燈同樣屬於一類稱為氣死風燈的傳統燈籠，因此大紅燈籠有可能是傳統中式氣死風燈結合日式丸提燈的部份特徵再加上新設計的產物。

## 图片

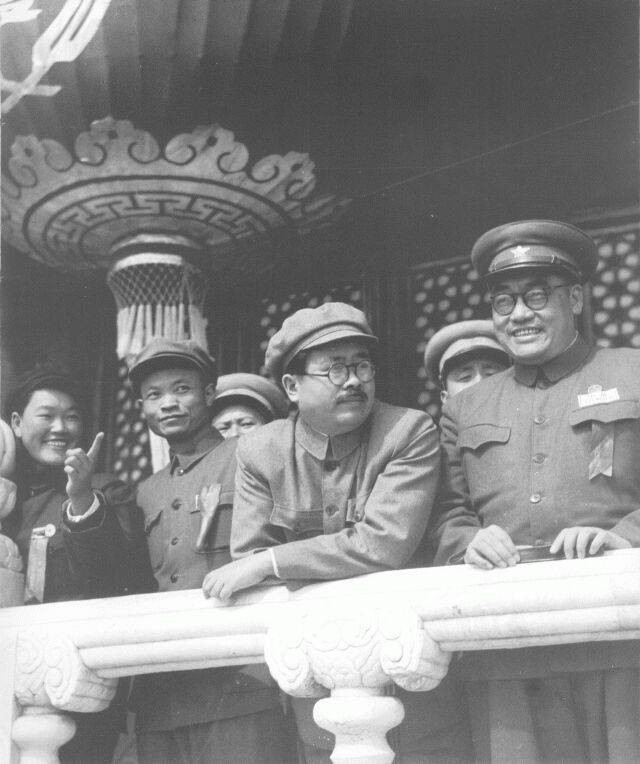
1950年国庆，悬挂于天安门城楼的八个大红灯笼之一
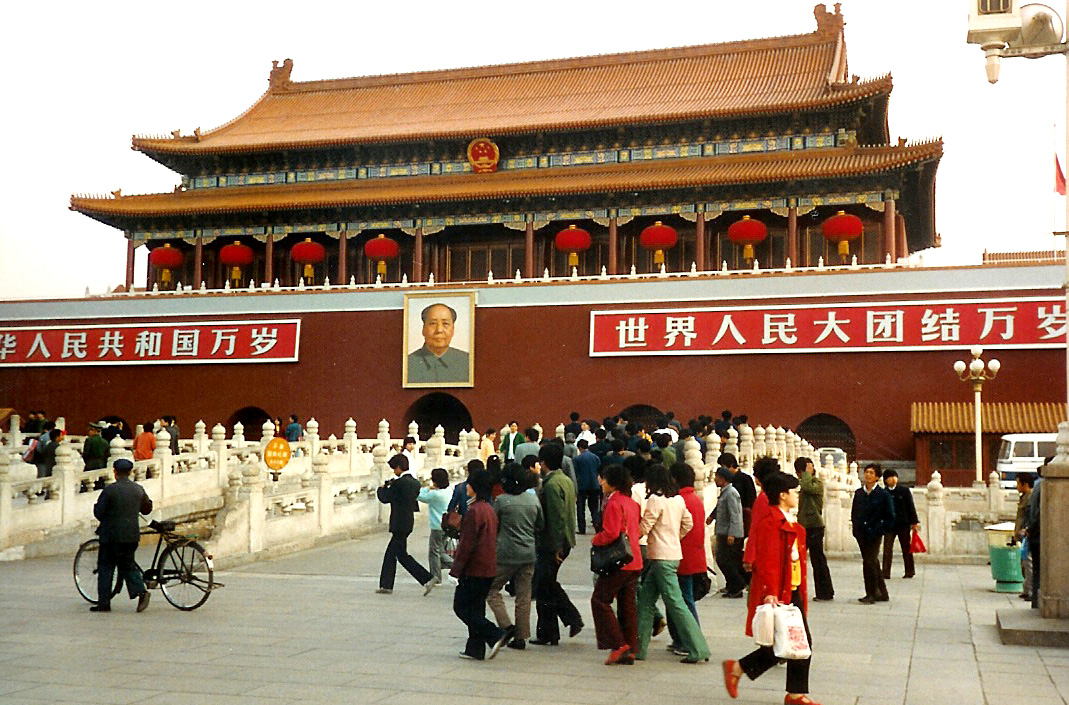
2006年春節，天安门城楼悬挂八个大红灯笼
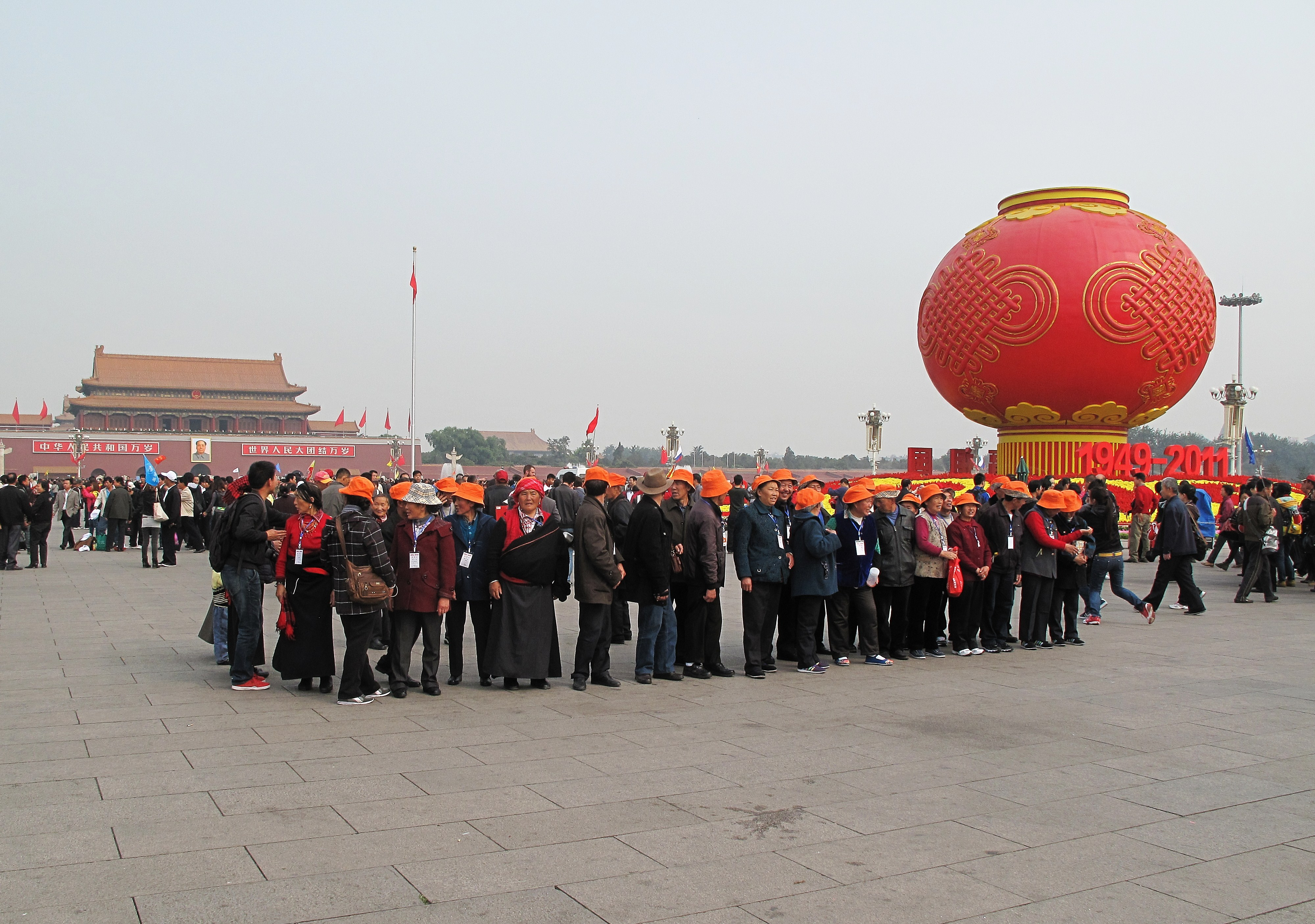
天安门广场的大红灯笼模型
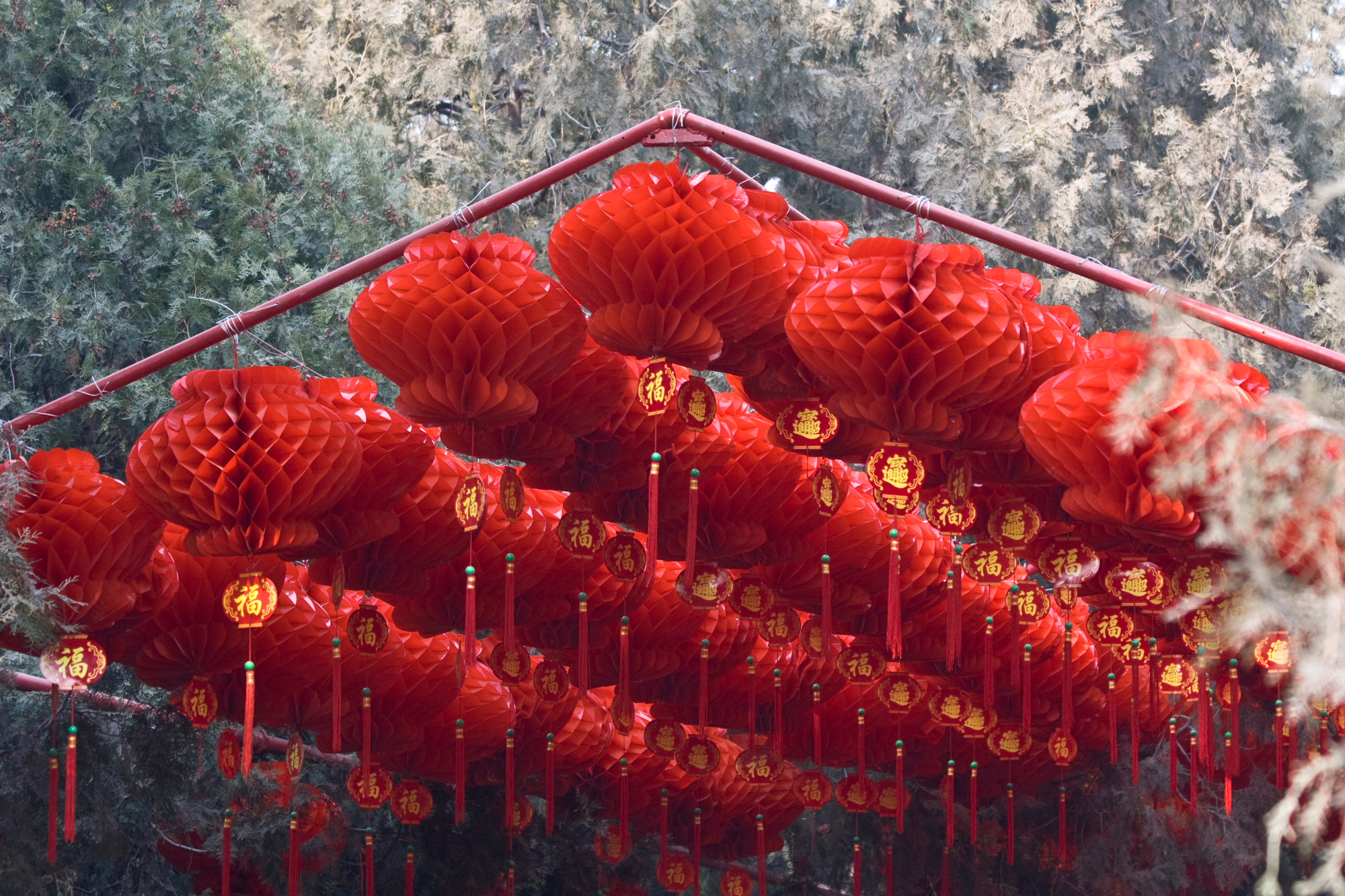
北京地坛春节期间红灯笼造型紙製裝飾
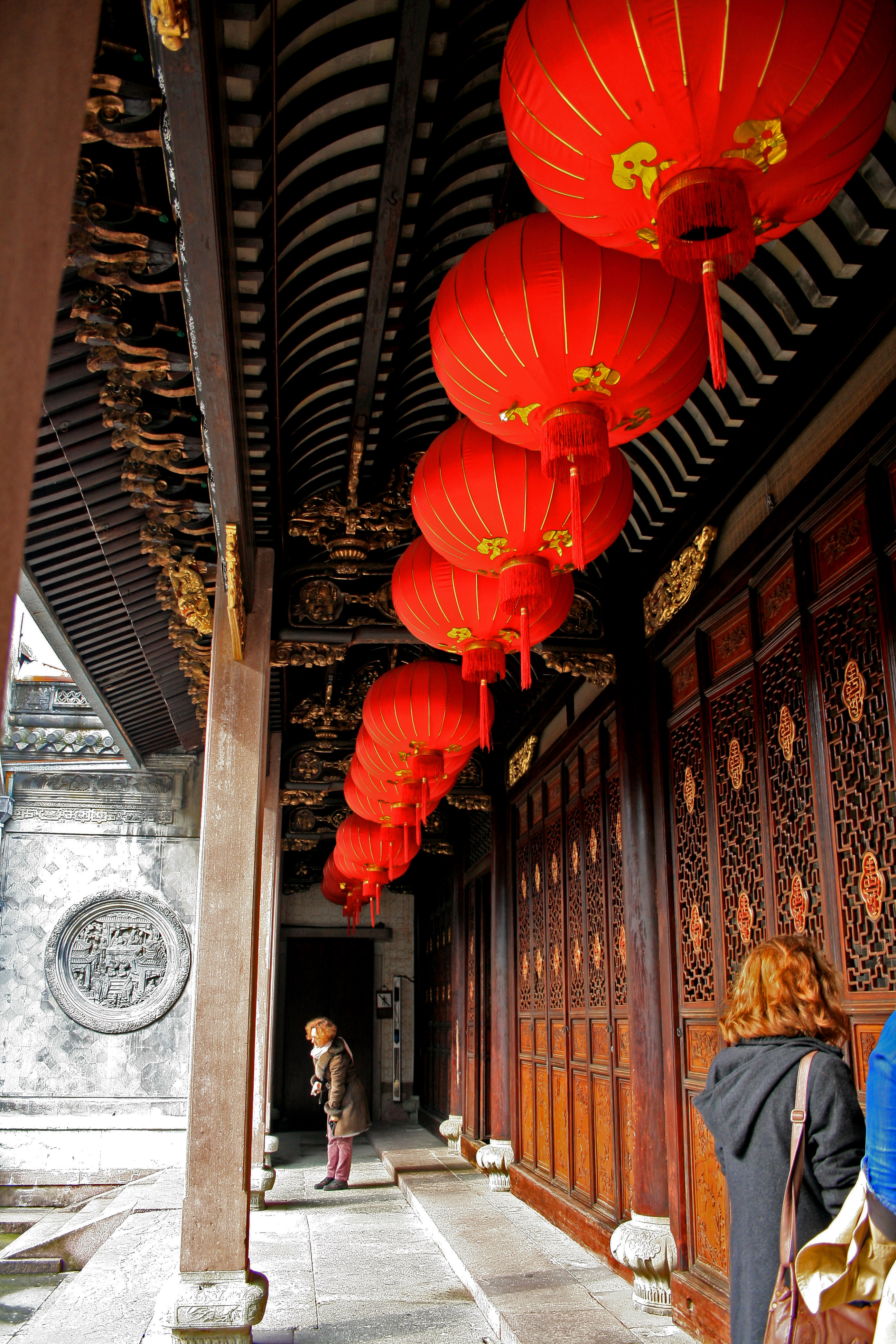
寧波天一閣的大紅燈籠
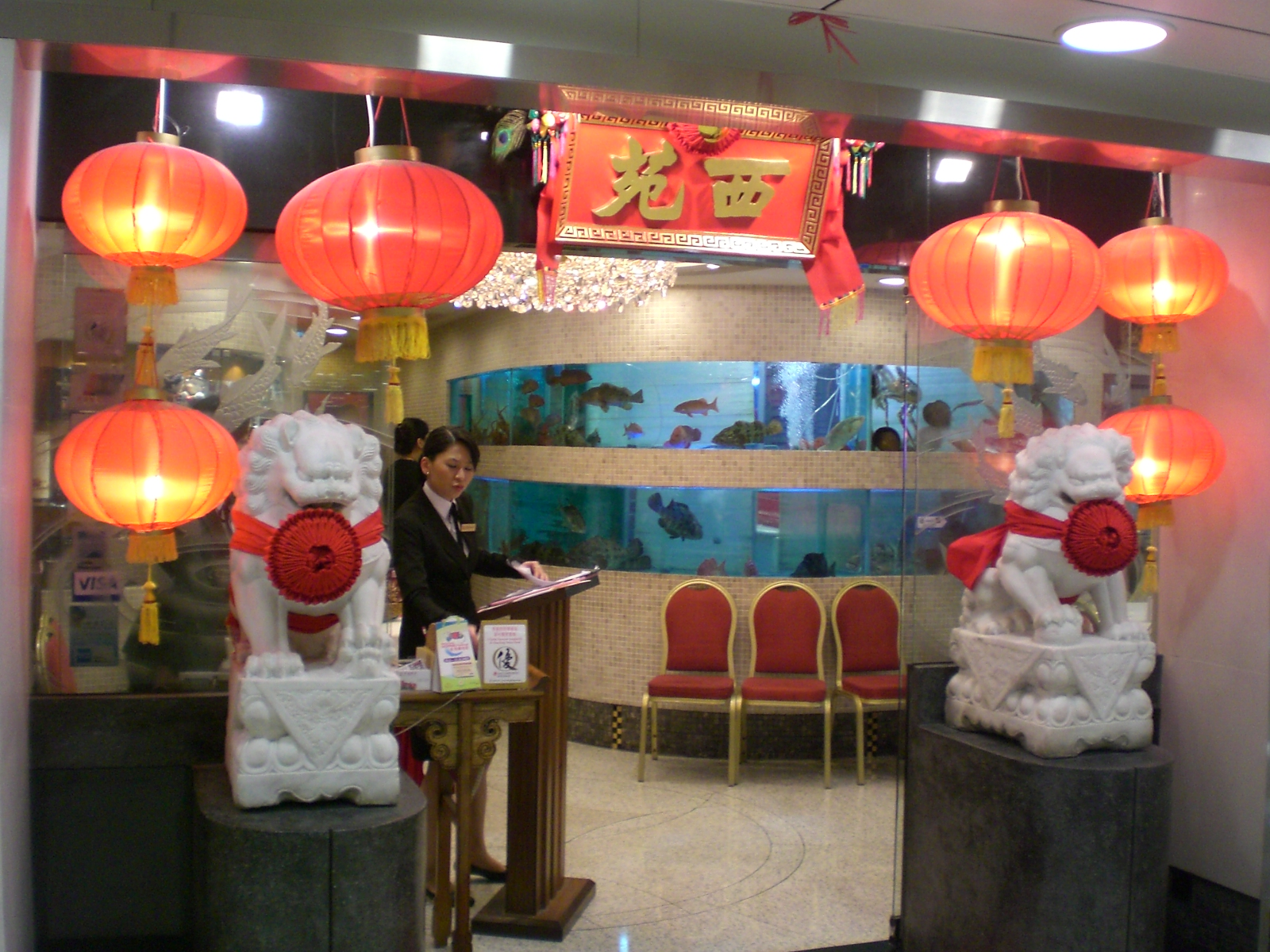
香港西苑酒家門前的大紅燈籠
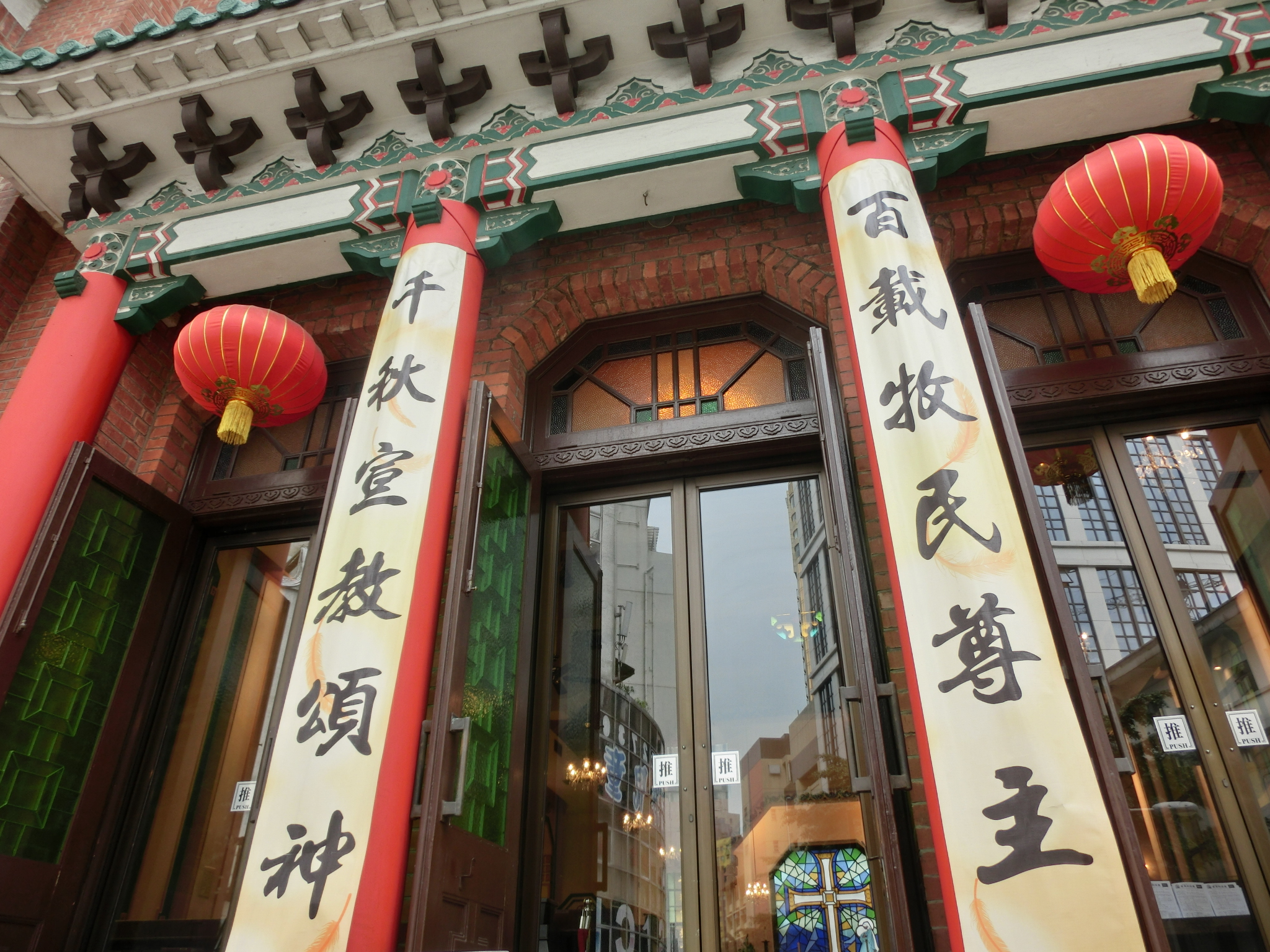
香港聖馬利亞堂門前的大紅燈籠
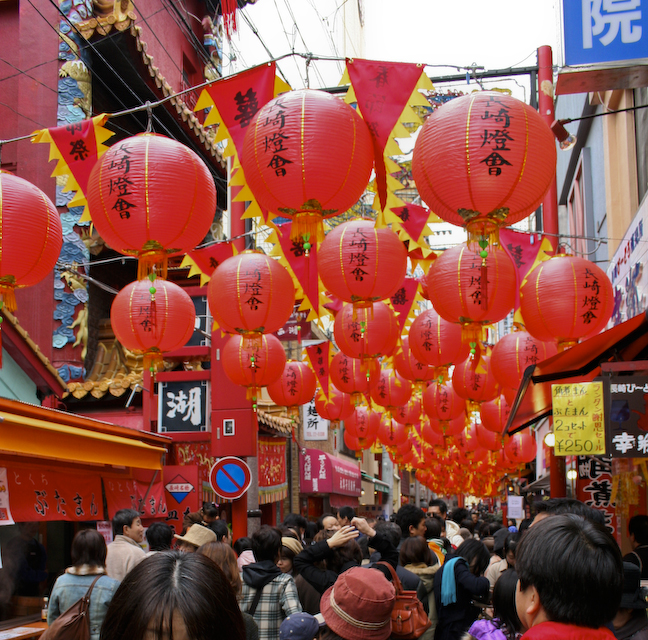
日本長崎新地中華街在長崎燈會中懸掛的大紅燈籠
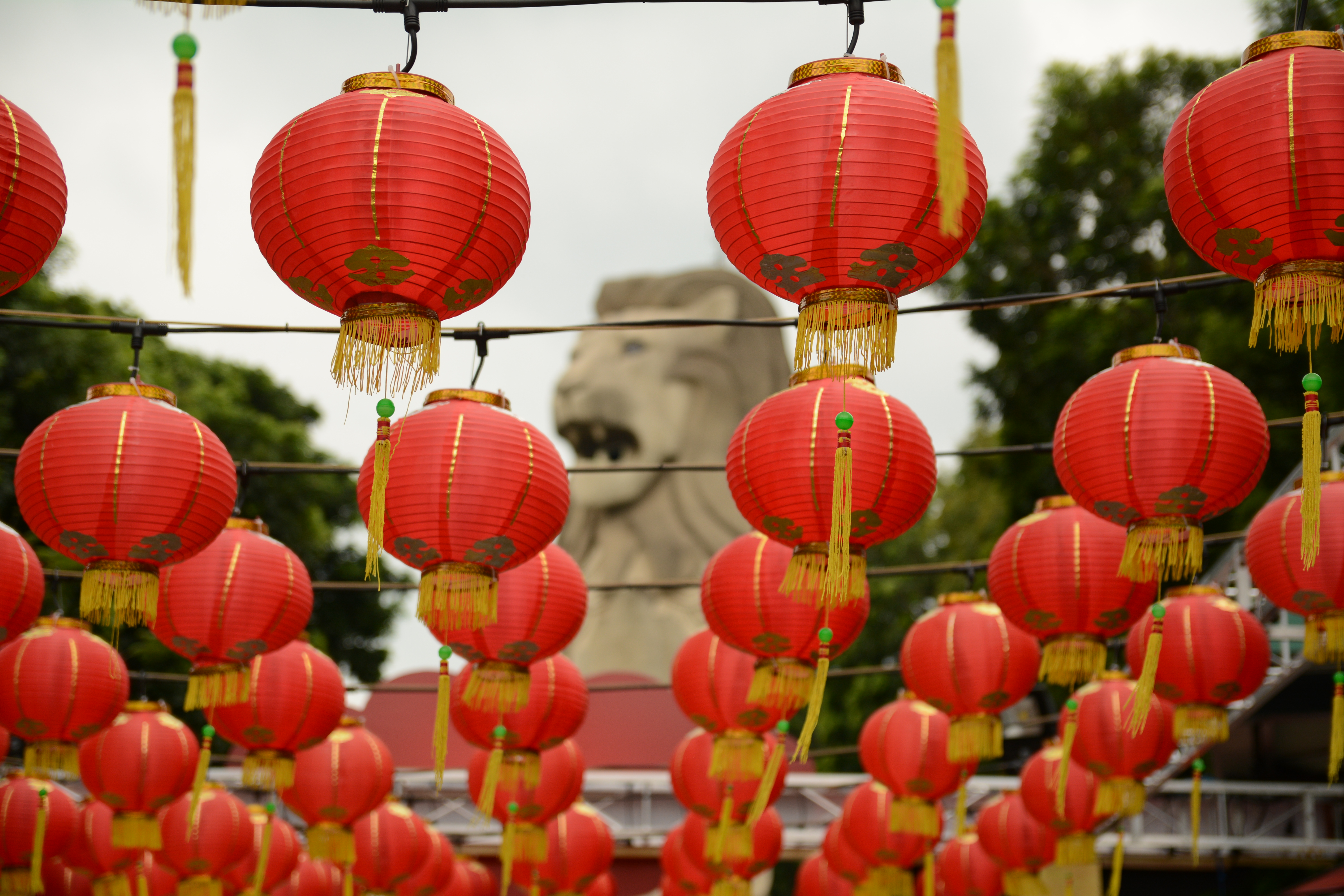
新加坡於華人新年期間懸掛的大紅燈籠

## 流行元素
2022年冬季残疾人奥林匹克运动会的吉祥物雪容融即以大红灯笼為形象。